# Raizal
Os raizais é a maneira como se define a cultura característica própria do Arquipélago de Santo André, Providência e Santa Catarina. Embora também sejam conhecidos como sanandresanos, o fato é que o adjetivo corresponde a um grupo mais diverso que inclui os imigrantes das ilhas durante o século XX. Os raizais em câmbio compreendem aqueles que têm uma identidade definida baseada em sua história, suas manifestações culturais, sua língua (o crioulo sanandresano) e sua identidade. Os raizais sustentam uma forte relação cultural com os povos antilhanos como a Jamaica e o Haiti. De acordo com os dados do Departamento Administrativo Nacional de Estatísticas da Colômbia de 2005, os raizais somam 40.201 pessoas no departamento, os quais correspondem a 56,98% da população total. De acordo com os estudos da socióloga Adelaida Cano Schütz, a cultura raizal é um discurso construído a partir de 1991 quando o Estado colombiano reconheceu a existência e identidade deste povo. Nos últimos tempos, têm defendido a sua identidade como povo indígena, uma categoria que permitiu maiores possibilidades de defesa cultural em relação ao Estado e em relação à comunidade internacional. A palavra "raizal" surgiu em meados de 1991 e nasceu dos discursos de defesa dos direitos raizais e foi criada com o intuito de diferenciar a população original das ilhas dos grupos provenientes das imigrações dos séculos XX da Colômbia continental. Alguns estudiosos do tema concluem que o referido termo não leva em conta a evidente miscigenação e que exclui aos demais insulanos. Os raizais sanandresanos guardam uma estreita relação com os indígenas da Costa dos Mosquitos, no oriente nicaraguense.

## História
A gênese do povo raizal se apresenta a partir do século XVII quando os britânicos decidiram se estabelecer nas ilhas, que foram ignoradas pela Espanha. Os britânicos deram início às plantações de tabaco e algodão para o qual começaram a trazer escravos africanos, especialmente os das colônias inglesas do mar do Caribe. Os britânicos, obviamente, impuseram a língua inglesa e sua religião, no entanto, os escravos africanos mantiveram seus dialetos. O inglês era utilizado na liturgia, na igreja, enquanto que a língua ancestral seria utilizada dentro do âmbito familiar. Todavia, há uma rápida fusão de línguas que, no entanto, preserva suas raízes africanas, tendo como exemplos o cuá com o axante, o jeje e o ibo e também as línguas mende e mandinga.
Até o final do século XVIII, a Espanha começa a reconquista das ilhas, mas permite que os ingleses permaneçam sob promessa de fidelidade à Coroa. Assim, as ilhas manteriam uma forte relação com o mundo antilhano anglófono que contribuiria com a formação de sua cultura e com as comunidades indígenas da Costa dos Mosquitos. Em 1845, foi construída a Igreja Batista que teria um papel importante na formação da cultura raizal e que era a autoridade autêntica organizacional nas ilhas naquela época.
Com as batalhas pela independência da Espanha, nas primeiras décadas do século XIX, a Colômbia garantiu a soberania política sobre as ilhas, no entanto não se preocupou com uma integração cultural à vida nacional durante esse século.

## Colombianização
No século XX, dois fatores fizeram com que a Colômbia se interessasse em uma integração das ilhas à vida nacional: a primeira estava assinalada com a Constituição colombiana de 1886 e a segunda com a Independência do Panamá, o que levou a um processo de assimilação cultural conhecido como colombianização, que consistia em promover o uso do castelhano e a conversão ao catolicismo com o envio de várias missões para esse fim.
Quando o momento determinante da chamada colombianização iniciou em 1953, o General Rojas Pinilla declarou San Andrés como um porto livre o que levou a uma imigração descontrolada do continente. Os continentais que se instalaram eram provenientes da Costa Atlântica, assim como os árabes colombianos. Embora a política de colombianização pretendia integrar as ilhas à vida nacional e de exercer a soberania, este processo não fez nada a mais, o que criou um conflito que afetou a cultura e identidade raizal. Os esquemas econômicos, sociais e políticos trazidos pelos continentais de base hispanista e católica, segregaram as estruturas que os raizais já tinham durante séculos antes. Esse conflito causaria ressentimento em vez de alcançar o esperado e introduziria duas classes sociais: os ilhéus nativos (raizais) e os continentais (nomeado por eles como campanha) e o primeiro com um sentimento de marginalização em sua própria terra. Em contrapartida, começou a apresentar o problema da superpopulação e escassez de recursos, que é atualmente uma das principais dificuldades da ilha de San Andrés como um dos mais densamente povoados do mundo: mais de 70 mil pessoas vivem no espaço de 44 quilômetros quadrados, ou seja, mais de 1.500 pessoas por quilômetro quadrado.
O processo de colombianização apresentado no século XX foi fortemente criticado como sendo um processo que desconhecia a identidade do povo nativo, o qual tinha um sistema social, político e cultural próprio e, por outro lado, a colombianização de fato se deu sem a participação do povo raizal, de modo que foi um processo de preferência unilateral.

## Processo de reconstrução raizal
A Constituição da Colômbia de 1991 pode ser vista como o fim do processo de colombianização e o início de um processo oposto denominado construção da identidade étnica. A nova constituição estabeleceu um novo regulamento nacional que reconhecia, promovia e protegia as minorias étnicas colombianas e em especial foi reconhecido um estatuto cultural para o povo raizal. Graças a esse ato, iniciou-se o chamado "processo de reconstrução da identidade raizal".

### A religião
Embora se parta do princípio de que a cultura raizal se baseia na protestante, o certo é que muitos ilhéus nativos (raizais) se tornaram católicos dentro do processo anterior de colombianização e, portanto, estudiosos da cultura definiram que o importante é a fé e a religião vividas com retidão dentro da sua igreja.
No entanto, a importância dos pastores batistas dentro da estrutura cultural raizal é indiscutível e segundo a socióloga, estes foram fundamentados especialmente no pastor Martin Luther King como reivindicador dos direitos de seu povo.

### A língua
Outro elemento fundamental é a língua, o crioulo sanandresano, o que tem sido dado a devida importância como elemento de identidade. Mas isto não foi sempre assim. A realidade das ilhas é a presença de três línguas que fazem parte da vida das pessoas em sua própria maneira: o inglês introduzido pelos britânicos desde o século XVII, o castelhano introduzido pelos colombianos desde o século XX e o crioulo sanandresano, inglês crioulo ou creole. Paradoxalmente, antes da constituição de 1991, o sanandresano sofreu um tipo de marginalização por parte dos mesmos raizais, os quais tinham um idioma "inferior" ou de crianças, enquanto o "correto" seria falar inglês e ressaltar a descendência britânica acima da africana.
Acerca disso, relata a historiadora e escritora sanandresana Hazel Robinson:
Com o início do processo de reconstrução raizal, o crioulo sanandresano foi posto dentro dos elementos culturais a defender, mas, nesse sentido, existe dentro dos mesmos raizais pontos de vistas divergentes como aqueles que vêm a promoção do uso do inglês e do castelhano como mais úteis para o seu desenvolvimento.

### A raça
Normalmente se pensa do raizal como um povo de raça negra e de origem africana, mas este é outro elemento que se desconhece da cultura raizal, formada também por um forte elemento britânico. Nem todos os raizais são negros e o sistema legislativo colombiano pretendeu reger em San Andrés e que inclui aos raizais dentro da categoria de afro-colombianos, tem sido sistematicamente ignorado por eles mesmos. O que não pode ser ignorado, é que os raizais defendem seu elemento britânico mais que o africano, como conta a socióloga Cano:
Depois de seu reconhecimento como etnia na Constituição de 1991, os raizais iniciaram um processo de definição do que isso significa e as implicações sociais e jurídicas no contexto nacional colombiano. Desta forma, veio a um conceito mais complexo: determinou que eles são um povo indígena, conforme definido na Convênio 169 que estabelece os seguintes critérios para reconhecer um povo como indígena:
1. Aqueles cujas condições sociais, culturais e econômicas são diferentes da comunidade nacional e estão regidas por costumes e tradições próprias ou por legislações especiais.
2. Aqueles que descendem de populações que habitavam o território antes da conquista ou colonização, ou antes do estabelecimento das fronteiras atuais.
3. Para estar ciente de sua própria identidade tribal e cultural.

Desta forma os raizais acolheram-se a este convênio internacional e ao adquirir o status de indígenas, garantiram ainda mais a defesa de sua identidade étnica.

## Outros aspectos culturais
Outros aspectos culturais descritivos do raizal são sua moradia e sua música. A habitação raizal está relacionada à habitação tradicional das Antilhas Inglesas de cores vivas, de madeira e uma combinação de estilos ingleses e africanos. O mesmo vale para a música que pertence de alguma forma às manifestações das Antilhas e particularmente às da Jamaica, país este que exerce uma grande influência cultural sobre a população. No entanto, através do contato direto com a imigração colombiana do continente durante o século XX, San Andrés recebeu uma grande influência cultural especialmente da região do Caribe na Colômbia, muitos dos quais construíram edifícios de azulejos, hotéis e deram outro aspecto menos nativo para muitos setores, especialmente na ilha de San Andrés.